# Xyris montana
Xyris montana là một loài thực vật hạt kín trong họ Hoàng đầu. Loài này được Ries miêu tả khoa học đầu tiên năm 1892.